# Antonio Prieto (tennis)
Antonio Prieto, né le 7 septembre 1973 à Curitiba, est un ancien joueur de tennis professionnel brésilien.
Il a remporté l'Open du Chili en 2000 à Santiago en double avec Gustavo Kuerten contre Piet Norval et Lan Bale. Il a aussi fondé son académie de tennis : Prieto Tennis.

## Palmarès

### Titre en double messieurs
| No | Date       | Nom et lieu du tournoi | Catégorie   | Dotation  | Surface      | Partenaire      | Finalistes           | Score    |          |
| -- | ---------- | ---------------------- | ----------- | --------- | ------------ | --------------- | -------------------- | -------- | -------- |
| 1  | 28-02-2000 | Chevrolet Cup Santiago | Int' Series | 350 000 $ | Terre (ext.) | Gustavo Kuerten | Lan Bale Piet Norval | 6-2, 6-4 | Parcours |